# Sudán en los Juegos Olímpicos de Roma 1960
Sudán estuvo representado en los Juegos Olímpicos de Roma 1960 por diez deportistas masculinos que compitieron en cuatro deportes.
El equipo olímpico sudanés no obtuvo ninguna medalla en estos Juegos.